# ماسیمیلیانو زازتا
ماسیمیلیانو زازتا (انگلیسی: Massimiliano Zazzetta؛ زادهٔ ۱۰ اکتبر ۱۹۷۹) بازیکن فوتبال اهل ایتالیا است.
از باشگاه‌هایی که در آن بازی کرده‌است می‌توان به باشگاه فوتبال یوونتوس، باشگاه فوتبال پادوا، باشگاه فوتبال پیزا، و باشگاه فوتبال کومو اشاره کرد.
وی همچنین در تیم‌های ملی فوتبال زیر ۱۷ سال ایتالیا، زیر ۱۹ سال ایتالیا، زیر ۲۰ سال ایتالیا، و زیر ۲۱ سال ایتالیا بازی کرده‌است.